# Horní Štěpánov
Horní Štěpánov é uma comuna checa localizada na região de Olomouc, distrito de Prostějov.